# Toui (Bénin)
Cet article concerne un arrondissement au Bénin. Pour l'oiseau, voir Toui.
Toui est l'un des neuf arrondissements de la commune de Ouèssè dans le département des Collines au Bénin.

## Géographie
L'arrondissement de Toui est situé au nord-ouest du Bénin et compte 4 villages que sont Ogoutedo, Toui Centre, Toui-gare et Toui-vap.

## Démographie
Selon le recensement de la population de 2013 conduit par l'Institut national de la statistique et de l'analyse économique (INSAE), Toui compte 23883 habitants  .